# كوكجلي
گوگجلي مدينة وحي من أحياء الموصل. يعد اكبر حي تابع لقضاء الموصل يقع في الطرف الشرقي للمدينة (الساحل الأيسر).
كانت تعدّ سابقاً خارج الموصل إلا أنه مع اتساع رقعة المدينة، أصبحت گوگجلي تعدّ ضمن الموصل. ذكرها الخطيب العمري (ت. نحو 1235 هـ / 1820 م) في «منية الأدباء» قائلا: «گوگجلي: عامرة عن الموصل ثلاث ساعات، وهي وقف نبي الله يونس عليه السلام»